# なまけたろう
なまけたろうは、ほんやら堂が著作権を保有するキャラクター群である。

## 概要
ナマケモノを模したダルマ様のキャラクターである。公式設定によると「人科ナマケモノ」という分類に属している。
「癒やし」をテーマとして創作されたキャラクターで、2001年から抱き枕や文房具類等の商品を発売したところ、20代後半から30代前半の女性に対してヒット商品となり、2010年現在でも販売が行われている。
販売終了期間を挟んで、2016年に「なまけたろう2016」と、株式会社オーガランドのお手軽美人とコラボしたパステルカラーとノルディック柄のバージョンが発売されたほか、2021年にコロナ禍を理由に再販し、2023年にオフィシャル・アンバサダー・Fikaと共同開発した空色のバージョンを販売するなど、不定期で販売されている商品となっている。
社会的な活用例としては、高齢者施設へのドールセラピー目的の訪問や、国立大学法人熊本大学の遺伝子実験施設が開設する児童・生徒向け学習ページのマスコットキャラクターとして採用されていた事例がある（#外部リンク参照）。

## 書籍
- なまけたろうの絵本 おかえり。（2004年7月1日、白夜書房、作：ほんやら堂、絵：ももた あゆ、文：ほしの あゆみ）ISBN 978-4-8936-7949-9